# موريسونفيل (إلينوي)
موريسونفيل (بالإنجليزية: Morrisonville)‏ هي منطقة سكنية تقع في الولايات المتحدة في إلينوي. يقدر عدد سكانها بـ 1,056 نسمة .